# Хмельницький (корвет)
«Хмельни́цький» (U208) — малий протичовновий корабель, пізніше — корвет Військово-Морських Сил України. Багатоцільовий корабель прибережної дії проєкту 1241.2 (шифр «Молнія-2», англ. Pauk-I class за класифікацією НАТО). До 1998 року — МПК-116.
20 березня 2014 був захоплений російськими військовими та членами «кримської самооборони».

## Особливості проєкту
Проєкт 1241.2 — серія малих протичовнових кораблів, які будувалися в СРСР для військово-морського флоту і морських частин прикордонних військ КДБ у вісімдесятих роках XX століття.
Прикордонний варіант корабля практично повторює протичовновий варіант корабля 1241.2 проєкту. Створений на базі розробленого в 1973 році ЦКБ «Алмаз» проєкту ракетного катера 1241 відрізняється від нього озброєнням (відсутність ударного комплексу, замість нього посилене протичовнове озброєння), більш економічною енергетикою (замість газотурбінної енергетичній установці застосована економічніша дизельна). Фактично, проєкти 1241.1 і 1241.2 виявилися різними типами кораблів.
Всього в 1976—1987 роках було побудовано 29 кораблів проєкту 1241.2, у тому числі для ВМФ — 9 одиниць, всі інші — для морчастин прикордонних військ.

## Історія корабля

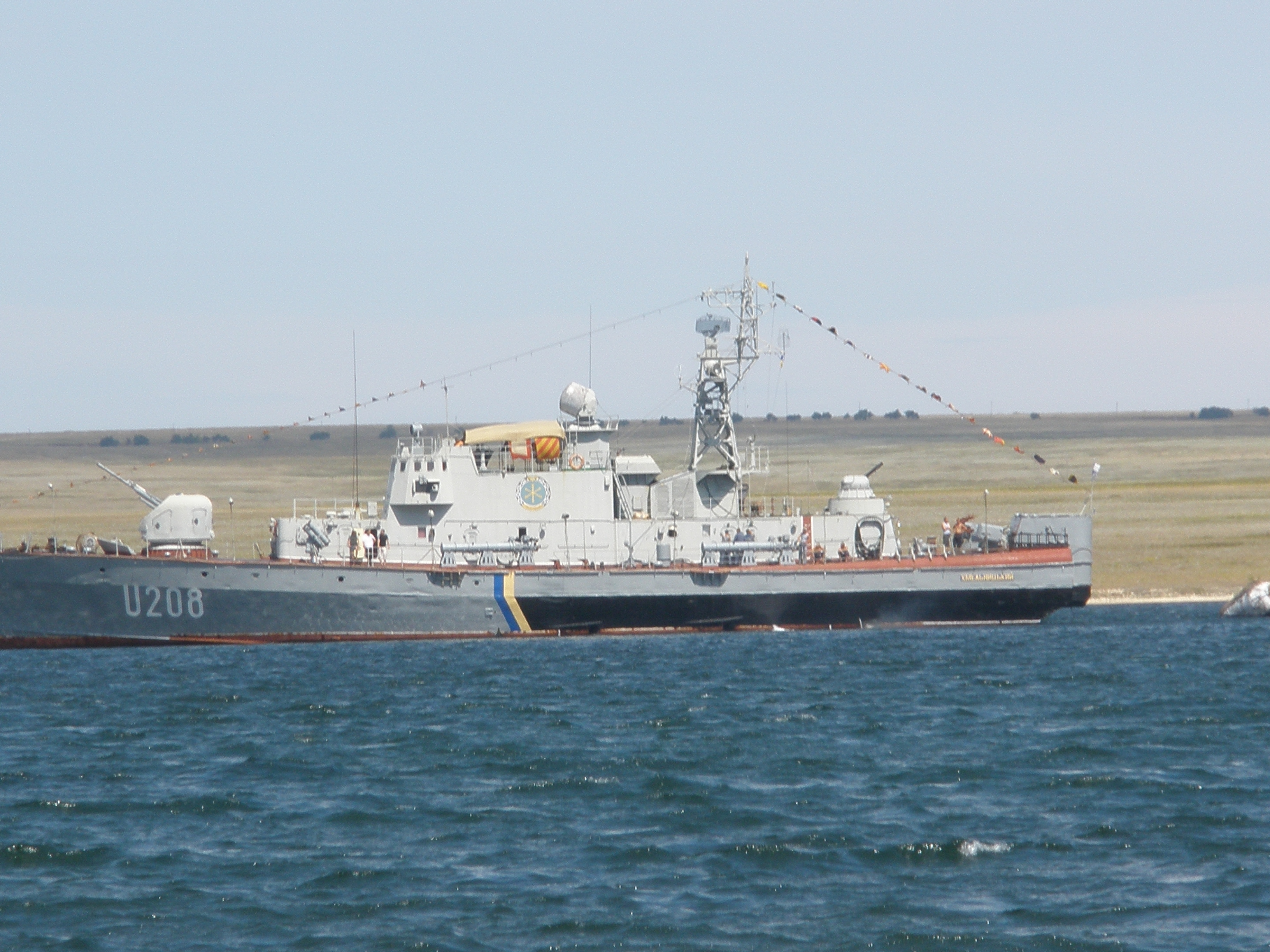
У 2008 році

Малий протичовновий корабель МПК-116 був закладений на стапелі Ярославського суднобудівного заводу (зав. № 512) 20 жовтня 1983 року і 9 липня 1984 року зарахований у списки кораблів ВМФ. Спущений на воду 26 січня 1985 року і незабаром переведений по внутрішніх водних системах в Азовське море, а звідти в Чорне для проходження здавальних випробувань. Вступив в дію 9 вересня 1985 року і 12 листопада 1985 року включений до складу ЧФ.
МПК-116 входив до складу 307-го дивізіону протичовнових кораблів сімнадцятої бригади кораблів охорони водного району, що базувалася на озері Донузлав.
На початку 1992 року старший лейтенант Комісаров, капітан корабля, здійснив несанкціонований перехід МПК-116 з Донузлава до Головної бази ЧФ — Севастополя, мотивуючи це тим, що не бажає служити з офіцерами, що склали присягу Україні. Принагідно, особовий склад малого протичовнового корабля МПК-116 теж присягнув Україні. Після переходу старший лейтенант Комісаров став майже національним героєм для росіян, у газеті «Флаг Родины» Чорноморського флоту з'явилася стаття, у якій наголошувалося, що перейшовши у Севастополь старший лейтенант Комісаров виявив свою громадянську позицію і саме такі офіцери стають згодом адміралами і командувачами, а військовослужбовців, які присягнули на вірність Україні, розкидали по інших кораблях. За спогадами Миколи Жибарєва, свій вчинок Комісаров здійснював приховано, вночі, не залишивши жодної інформації про свої дії.
Під час розділу Чорноморського флоту СРСР корабель було призначено для передачі Військово-Морським Силам України. Під час отримання кораблів Чорноморського флоту СРСР ВМС України дістався в небоєздатному стані. В ВМС України був перекласифікований у корвет та отримав назву «Хмельницький» (U208). Через відсутність нормального фінансування ВМС корабель тривалий час перебував у резерві.
Після тривалого середнього ремонту в Севастополі вперше вийшов в море у вересні 2011 року на ходові випробування. У тому ж вересні 2011 року корабель брав участь у дослідницькому командно-штабному навчанні «Адекватне реагування» з пошуку, стеження та знищення підводного човна. Потім корабель базувався в селищі Новоозерне (Донузлав).
20 березня 2014 року захоплений російськими окупантами у Криму.